# Elatostema molle
Elatostema molle är en nässelväxtart som beskrevs av Hugh Algernon Weddell. Elatostema molle ingår i släktet Elatostema och familjen nässelväxter. Inga underarter finns listade i Catalogue of Life.